# Catedral Metodista de Porto Alegre
La Catedral Metodista es un edificio histórico de la ciudad de Porto Alegre, Brasil. Fue construida en 1907 y culminada en 1914. La catedral actual reemplazó a una capilla construida en 1885 por la primera misión metodista oficial en el estado liderado por João da Costa Correa. Actualmente es la sede episcopal de la 2° Región Eclesiástica de la Iglesia Metodista de Brasil.

## El edificio

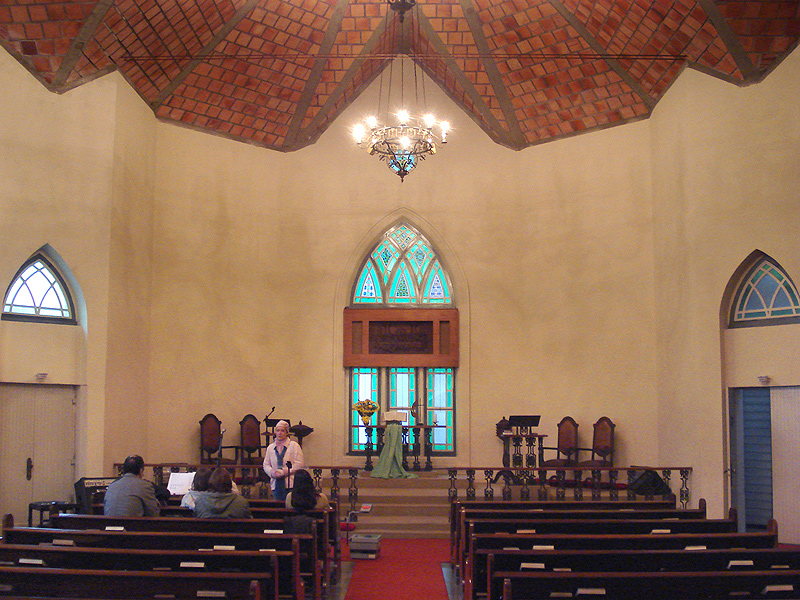
Interior

Es de estilo neogótico bastante austero y con influencia estadounidense, una estética preferida por las iglesias metodistas brasileñas. Tiene un plano de simetría radial y un diseño poligonal, con una torre cuadrangular anexa. Construida sobre un cimiento elevado, en el primer piso llaman la atención sus grandes ventanas ojivales decoradas con vitrales sin imágenes, las mayores con pequeños óculos por encima. La entrada se da por una escalera que conduce a la base de la torre donde se encuentra la puerta de accesio.
El campanario se eleva en tres pisos: junto a la base queda la entrada del templo, encima existen cuatro óculos redondos y al final se presentan aberturas dobles en arco de ojiva, sin cierre, y corona la torre un chapitel simple con una cruz en la cima. 
El interior está dividido en un pequeño atrio que, a través de un largo vano envidriado conduce directamente a la nave que está totalmente despojada de adornos salvo los vitrales en las ventanas y un candelabro central simple. El techo es una cúpula con un forro de tejas cuadradas y vigas de concreto. Las bancas para los fieles y un pequeño altar para el Libro Sagrado, sobre un estrado un poco elevado del piso de la nave, completan el recinto. 